# Farshid Mesghali

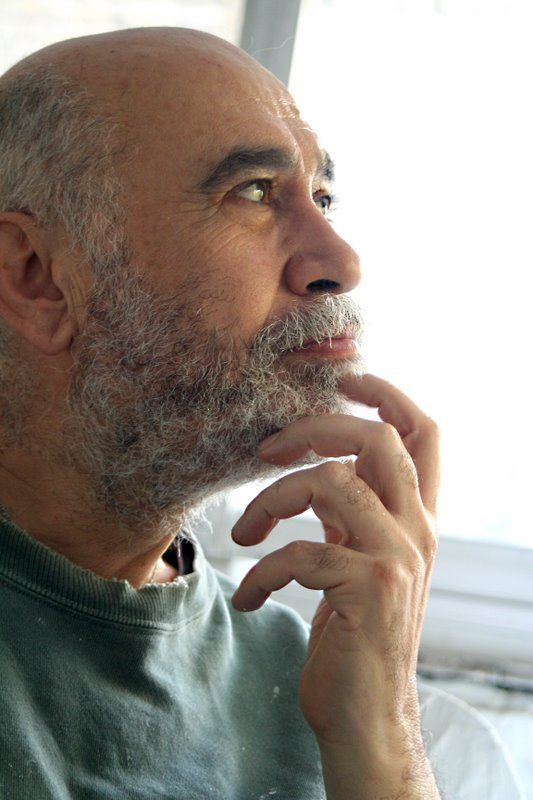
Farshid Mesghali

Farshid Mesghali (* Juli 1943 in Isfahan), persisch فرشید مثقالی, ist ein iranischer Grafiker und Illustrator.

## Leben
Mesghali absolvierte ab 1960 ein Studium der Malerei an der Fakultät für Bildende Kunst der Universität Teheran und war danach als Grafiker und Illustrator tätig, so etwa ab 1964 für das Magazin Negin. Es folgten einige Bilderbücher, darunter Der kleine schwarze Fisch von Samad Behrangi, für das er 1969 auf der Kinderbuchmesse in Bologna eine Auszeichnung erhielt.
Von 1968 bis 1970 kreierte er Bilderbücher für das Institut für die intellektuelle Entwicklung von Kindern und Jugendlichen. In diesem Institut gründete er gemeinsam mit Arapic Baghdasarian eine Abteilung für Trickfilme und schuf fortan selbst einige Animationsfilme. Von 1970 bis 1978 war Mesghali außerdem Leiter der Abteilung für Bildende Künste des Instituts.
1974 gewann er für seine Bilderbücher den Hans Christian Andersen-Preis als Illustrator.
1979 zog er nach Paris, um dort für vier Jahre Skulpturen und Malereien anzufertigen, die in der Sammy King Gallery ausgestellt wurden. Von 1986 bis 1997 lebte er in den Vereinigten Staaten und kreierte in einem eigenen Studio (Desktop Studio in Los Angeles) digitale Kunstwerke. Seitdem lebt er wieder in Teheran.
2007 wurde er von der International Council of Graphic Design Associations (Icograda) mit einem Preis für sein Lebenswerk ausgezeichnet.

## Werke
- Amou Norooz („Onkel Neujahr“)
- König Jamshid
- Der kleine schwarze Fisch
- Stadt der Schlangen
- Die blauäugige Küste
- Die Echse meines Zimmers
- Arash, der Bogenschütze
- Der Igel, meine Puppe und ich
- Das Mondlicht scheint